# Automobilový sport
Automobilový sport je typem motoristického sportu, který pro závodění využívá automobily.
Závody automobilů existují již od samého počátku vynalezení automobilu. Nejdříve byly organizovány za účelem podpory nového typu transportu lidí a zboží mezi různými místy (první závody jsou datovány do roku 1867), ale brzy se staly zajímavou možností, jak výrobci automobilů mohli prezentovat své stroje.
V současné době existuje mnoho různých kategorií automobilového sportu a každá má svá vlastní pravidla a nařízení.

## Okruhové závody

### Závody monopostů
Nejpopulárnějšími zástupci této kategorie jsou Formule 1 a IndyCar Series. Vozy mají standardně jedno sedadlo a mají odkrytá kola.
Závody Formule 1 vznikly v Evropě a jsou pořádány téměř výhradně na uzavřených tratích, a to buďto uměle vytvořených, nebo městských. Vozy F1 jsou vybaveny moderní elektronikou, jako je systém KERS, mnoha aerodynamickými prvky (pro tvorbu přítlačných sil se používají velmi komplikovaná přední a zadní křídla) a také systémy pro bezpečnost jezdce (například HANS nebo Halo).
V severní Americe je nejpopulárnější národní mistrovství American Open Wheel Racing, označované nejčastěji jako IndyCar nebo dříve také jako CART. Vozy jsou technologicky na nižší úrovni než F1, ale jsou schopny dosahovat vyšších rychlostí díky tomu, že většina závodů se pořádá na oválných tratích. Nejznámějším závodem je 500 mil Indianapolis.
Mezi závody monopostů se řadí také šampionát Formule E, tedy závody formulových vozů poháněné výhradně elektrickou energií. Závody se uskutečňují na městských tratích, neboť s sebou nenesou negativa jiných závodních sérií (např. hluk nebo zápach spáleného paliva). K diváckému zájmu mimo lokací přispívá i fakt, že monoposty jsou pro všechny závodní týmy stejné a liší se pouze pohonnou jednotkou.
Další závodní série monopostů jsou převážně určeny jako nižší soutěže k výše zmíněným, anebo se jedná o geograficky lokální variantu.
- Formule 2
- Formule 3
- Formule 3000
- Formule Ford
- Formule Renault
- GP2 Series
- A1GP
- AutoGP
- Superleague Formula
- Indy Lights

### Závody sportovních vozů
- Závody sportovních vozů
- NASCAR
- Závody historických automobilů

### Závody cestovních vozů
- Závody cestovních vozů

### Vytrvalostní závody
- 24 hodin Le Mans
- 24H Series
- GT Blancpain
- World Endurance Championship

### Závody tahačů
- Závody tahačů

### Závody do vrchu
- Závody do vrchu

## Off-road závody

### Závody na off-road okruzích
- Autokros
- Off-road
- Rallyekros

### Závody proti času
- Rallye
- Truck Trial
- Rallye Dakar

## Závody motokár
- Motokáry

## Orientační závody
- Automobilové orientační soutěže

## Ostatní soutěže
- Demolition derby
- Drift
- Drag Racing